# Жлобинський замок
Жлобинський замок. Існував у 15-17 століттях. Жлобин Гомельської області.

## Опис
Розташований на правому березі Дніпра. Він складався із самого замку (60 х 50 м) та підзамку (130 х 60 м), розташованих на 1,5-2 м нижче подвір'я замку. Весь комплекс височів на 3-4 м над прибережним житловим масивом середньовічного поселення. Жлобинський замок був укріплений земляним валом та дерев'яними стінами з вежами та брамами.
У липні 1654 р. козаки українського гетьмана Івана Золотаренка штурмували та спалили Жлобинський замок. Пізніше відомостей про Жлобинський замок не знайдені.